# Etienne Henrard
Etienne Henri Joseph Henrard (Wormeldange, 4 juni 1839 - Brussel, 21 april 1897) was een Belgisch volksvertegenwoordiger.

## Levensloop
Henrard was een zoon van André Henrard en Joséphine Seipgens. Hij trouwde met Marie Lefebvre en vervolgens met Elisa Devaux.
Hij promoveerde tot doctor in de geneeskunde (1863) aan de Universiteit van Luik. Hij werd militair geneesheer in 1870 en gezondheidsinspecteur van het Ministerie van Binnenlandse Zaken in 1874-1871.
Op 10 juni 1884 werd hij verkozen tot onafhankelijk volksvertegenwoordiger voor het arrondissement Brussel en vervulde dit mandaat tot in 1888.